# Petrovsk (Oblast' di Saratov)
Petrovsk  in russo Петровск? è una città dell'Oblast di Saratov, nella Russia europea, situata 102 km a nord del capoluogo Saratov, sulle rive del Medvedica. Fondata nel 1698, è capoluogo del Petrovskij rajon.